# ريتشارد رانغام
ريتشارد دبليو رانغام (ولد عام 1948) عالم رئيسيات بريطاني وأستاذلعلم الإنسان الحيوي بجامعة هارفارد. مجموعته البحثية هي الآن جزء من قسم أنشئ حديثاً لدراسة حيوية تطور الإنسان.